# دورسن جی۶۰
دورسن جی۶۰ یک کراس اوور جمع و جور است که توسط خودروساز چینی دورسن ساخته شده است.

## بررسی اجمالی

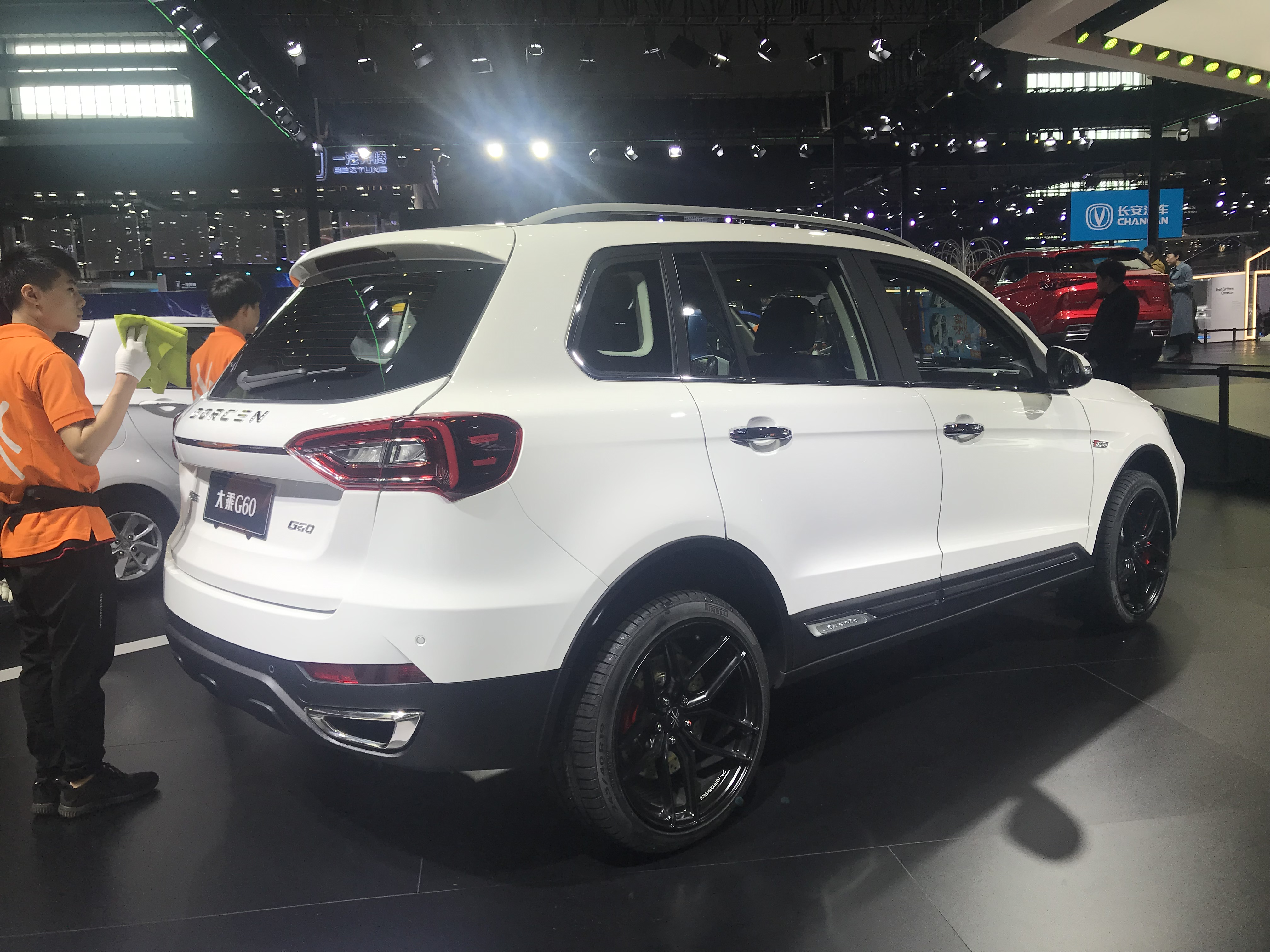
دورسن جی۶۰ از عقب

دورسن جی۶۰ که در مارس ۲۰۱۹ در چین راه اندازی شد، با قیمت هایی از ۵۹۹۰۰ یوان تا ۶۹۹۰۰ یوان معرفی شد.

نسخه تولیدی دورسن جی۶۰  بر اساس Zotye Domy X5 ساخته شده بود که فقط نمای جلو و عقب آن بازطراحی شده بود. طراحی ظاهری بحث برانگیز است زیرا نمای جانبی Domy X5 اصلی شباهت زیادی به فولکس واگن تیگوان دارد.

## دورسن جی ۶۰ ای
دورسن جی ۶۰ ای نسخه الکتریکی دورست جی ۶۰ است. دورسن جی ۶۰ ای در نمایشگاه خودرو شانگهای ۲۰۱۹ با یک تریم تکی با قیمت ۱۸۱۸۰۰ یوان رونمایی شد. دورسن جی ۶۰ ای  از یک موتور با قدرت ۱۱۶ اسب بخار (۸۵ کیلووات) استفاده می کند.

تنها تفاوت ظاهری بین نسخه الکتریکی دورسن جی ۶۰ و نسخه بنزینی به جلوپنجره محدود می شود. دورسن جی ۶۰ ای  دارای مشبک‌های مشبک با یک درگاه شارژ یکپارچه در مرکز است که در مقابل شکاف‌های افقی در دورسن جی ۶۰ قرار دارد، در حالی که بقیه خودرو تا حد زیادی بین دو نسخه از جمله لوله‌های اگزوز تقلبی در سپر عقب مشترک است.

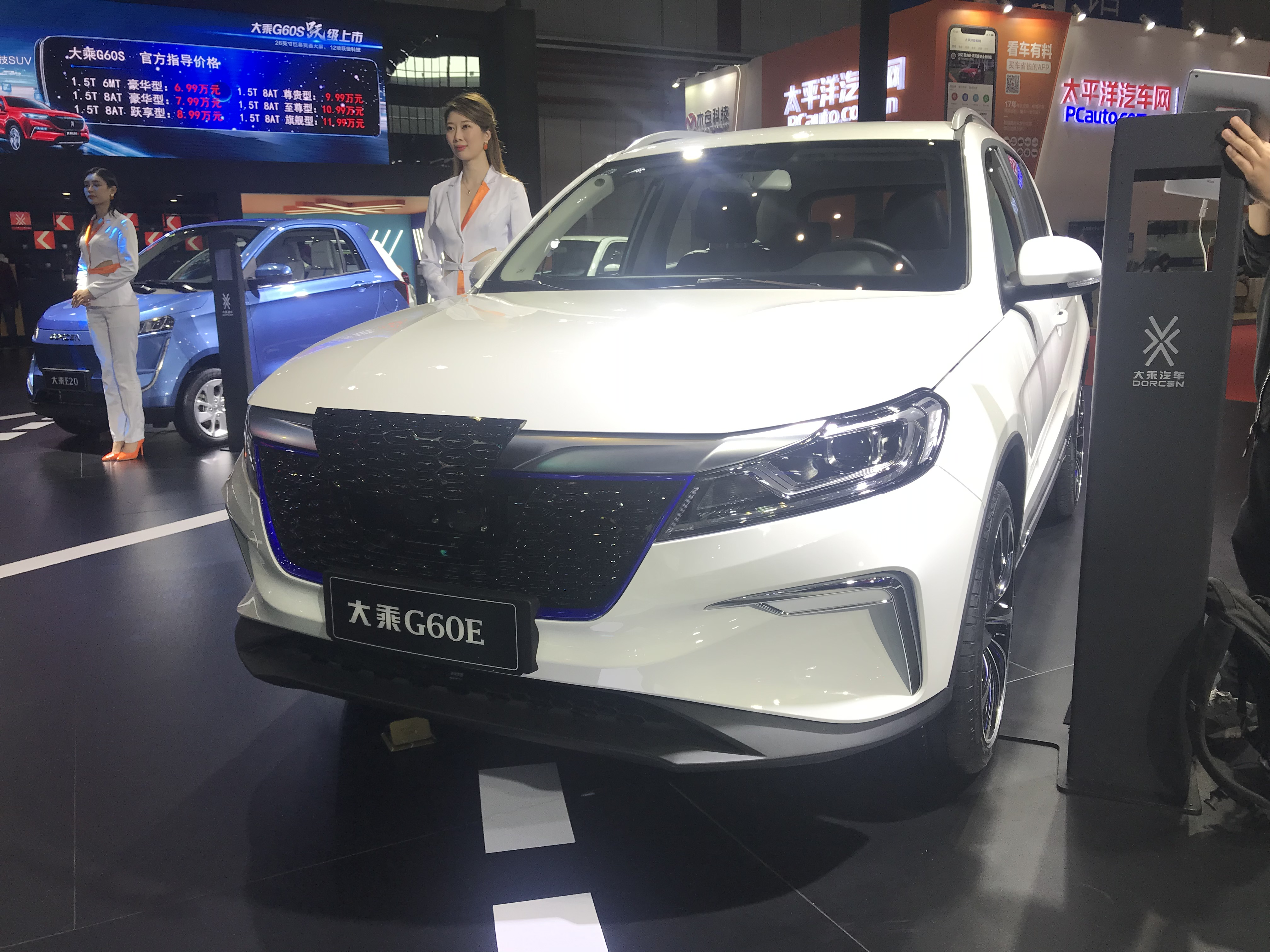
دورسن جی ۶۰ جی از جلو
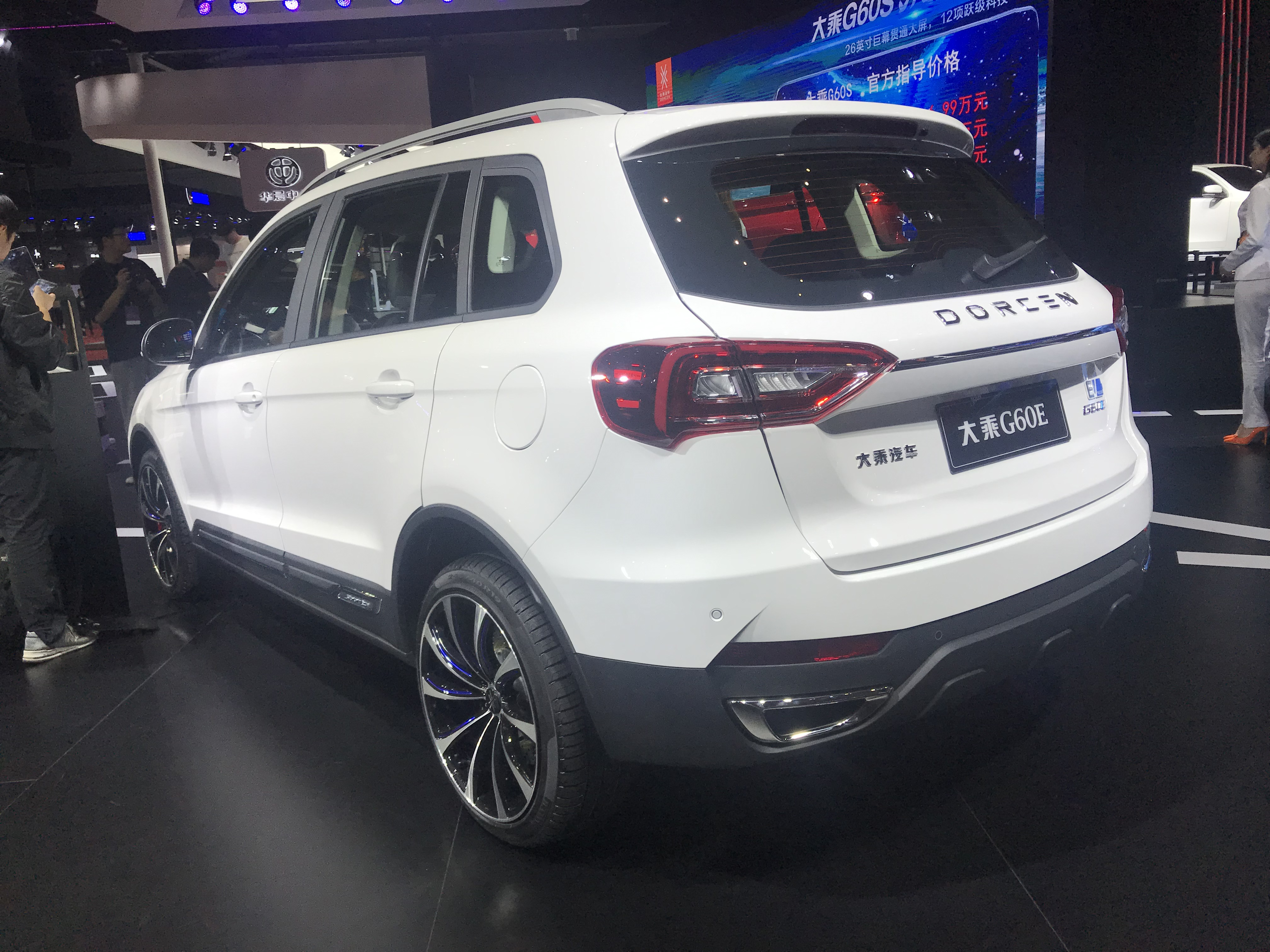
دورسن جی ۶۰ ای از عقب